# Rhyncholagena littoralis
Rhyncholagena littoralis är en kräftdjursart som beskrevs av Por 1967. Rhyncholagena littoralis ingår i släktet Rhyncholagena och familjen Diosaccidae. Inga underarter finns listade i Catalogue of Life.